# Konzernhaftung
Der Begriff Konzernhaftung beschreibt das haftungsrechtliche Innen- und Außenverhältnis von rechtlich selbständigen Unternehmen, die in einer wirtschaftlichen Einheit unter einer einheitlichen Leitung zusammengeschlossen sind, gegenüber benachteiligten Gläubigern oder Minderheitsgesellschaftern.

## Allgemeines
Grundsätzlich ändert das Vorliegen eines Konzerns nichts an dem Grundsatz der eigenen und ausschließlichen Haftung einer verbundenen Gesellschaft für die von dieser eingegangenen Verbindlichkeiten. Dabei ist jedoch die enorme wirtschaftliche Verflechtung der Unternehmen von Bedeutung. Allein in Deutschland sind 40 bis 50 % aller GmbHs und sogar 75 % aller AGs konzernverbunden. Diese relativ hohe Verflechtungsdichte erhöht für einen Gläubiger die Wahrscheinlichkeit, dass er eine Forderung gegenüber einem konzernabhängigen Unternehmen besitzt. Dann könnte sich für den Gläubiger die Frage stellen, ob für seine Forderung möglicherweise nicht nur das konzernabhängige Unternehmen selbst, sondern vielmehr der Konzern oder dessen Muttergesellschaft zusätzlich haftet.
Um ein Konzernunternehmen für ein anderes beherrschtes Konzernunternehmen für die eingegangenen Verbindlichkeiten haftbar zu machen, bedarf es einer rechtsgeschäftlichen Vereinbarung in Form eines Schuldbeitritts, einer Garantieübernahme, einer Bürgschaft oder einer Patronatserklärung. Jedoch gibt es hierbei Ausnahmen im Bereich der Produkthaftung und Umwelthaftung. Neben diesen freiwilligen, auf vertraglicher Grundlage beruhenden Haftungsformen gibt es jedoch auch gesetzliche und aus der höchstrichterlichen Rechtsprechung des BGH resultierende Haftungsformen auf gesellschaftsrechtlicher Ebene. Zentraler Begriff für derartige Haftungsfragen verbundener Unternehmen ist nicht der Mehrheitsbesitz, sondern der Tatbestand eines Abhängigkeitsverhältnisses. Hieran wird außerhalb des Vertragskonzerns vom Gesetz angeknüpft.

## Konzernhaftung im Gleichordnungskonzern und Unterordnungskonzern
Das lediglich für die Aktiengesellschaft und Kommanditgesellschaft auf Aktien geltende AktG sieht einige Haftungsformen vor, die eingreifen, sobald die aktienrechtlichen Voraussetzungen hierfür erfüllt sind. Zu diesem Zweck ist zunächst einmal zwischen dem Unterordnungs- und dem Gleichordnungskonzern zu unterscheiden; dies findet sich in § 18 AktG, der den Unterordnungskonzern (§ 18 Abs. 1 AktG) vom Gleichordnungskonzern (§ 18 Abs. 2 AktG) abgrenzt. In beiden Fällen haben die Unternehmen eine einheitliche Leitung, aber beim Gleichordnungskonzern sind im Gegensatz zum Unterordnungskonzern die unter einheitlicher Leitung zusammengefassten Unternehmen nicht voneinander abhängig, im Regelfall aber kapitalmäßig miteinander verflochten.

### Konzernhaftung bei Gleichordnungskonzernen
Bei Gleichordnungskonzernen beruht die einheitliche Leitung zumeist auf einem Vertrag, der zwischen den Beteiligten geschlossen wurde. Hierbei handelt es sich aber nicht um Unternehmensverträge im Sinne des AktG. In den meisten Fällen wird aber die einheitliche Leitung auch in einem Gemeinschaftsunternehmen vereint z. B. Gemeinschaftsunternehmen mit Leitungsorganaufgaben, Holdings oder sonstige Zentralgesellschaften. Aber auch die personelle Verflechtungen und/oder die Schaffung gemeinsamer Organe (gemeinsame Beiräte, Aufsichtsräte) können als Beleg für eine einheitliche Leitung angesehen werden.
Eine zentrale Frage beim Gleichordnungskonzern im haftungsrechtlichen Sinne ist die nach dem Verlustausgleich. Angenommen ein Unternehmen ist auf zwei GmbH & Co. KGen verteilt, wobei die GmbH bei beiden Kommanditgesellschaften Komplementärin ist. Das Bundesarbeitsgericht (BAG) hat für die Haftung von Schulden der Kommanditgesellschaften untereinander eine Durchgriffshaftung wegen einer Betriebsaufspaltung angenommen. Eine Betriebsaufspaltung setzt aber voraus, dass eine Gesellschaft in eine Besitz- und eine Betreibergesellschaft aufgespaltet wird, bzw. ein typisches Muttergesellschaft-Tochtergesellschaft-Verhältnis besteht. Nach dem Urteil des BAG reicht die einheitliche Leitung schon zur Annahme einer horizontalen Verlustausgleichspflicht zwischen Konzernschwestern aus. In unterschiedlichen rechtswissenschaftlichen Publikationen wird dies aber abgelehnt. Eine Entscheidung des Bundesgerichtshofes ist hierzu nicht vorhanden.

### Konzernhaftung bei Unterordnungskonzernen
Ein Vertragskonzern (sog. qualifizierter Konzern) wird durch einen Beherrschungsvertrag i. S. d. § 291 AktG begründet. Ein Beherrschungsvertrag berechtigt das herrschende Unternehmen, dem Vorstand der abhängigen Gesellschaft hinsichtlich der Leitung der Gesellschaft Weisungen zu erteilen. Dieses Weisungsrecht ist umfassend und gilt somit auch für nachteilige Weisungen, es sei denn, sie widersprechen dem Konzerninteresse oder stellen eine Existenzbedrohung für das abhängige Unternehmen dar. Durch das umfassende Weisungsrecht erlangt das herrschende Unternehmen legal die volle unternehmerische Leitung der abhängigen Gesellschaft (§ 308 AktG). Mit dem Abschluss eines solchen Vertrages wird häufig aus steuerlichen Gründen auch ein Gewinnabführungsvertrag abgeschlossen. Gemäß § 277 Abs. 3 Satz 2 HGB kann bei der beherrschten Gesellschaft bei Bestehen oben genannter Verträge am Bilanzstichtag kein Jahresfehlbetrag entstehen, da die Verlustübernahme in die Gewinn- und Verlustrechnung der beherrschenden Gesellschaft eingeht. Die Verlustausgleichsübernahme im Vertragskonzern ist daher nur kalkulatorisch und beträgt gemäß § 275 Abs. 2 Nr. 20 und Nr. 19 HGB den negativen Saldo, der ohne die Verlustübernahmepflicht auszuweisen wäre. Mit der Verlustübernahmepflicht der herrschenden Gesellschaft haftet diese auch in Bezug auf Schadenersatzansprüche der beherrschten Gesellschaft, sollte die herrschende Gesellschaft ihre vertraglichen und/oder gesetzlichen Weisungsrechte überschritten beziehungsweise missbraucht haben oder die entsprechende Sorgfalt eines ordentlichen und gewissenhaften Geschäftsleiters nicht beachtet haben.
Ohne Beherrschungsvertrag oder Eingliederungsvertrag wird von einem faktischen Konzern gesprochen. Es liegt ein Abhängigkeitsverhältnis i.S.d § 17 AktG vor, das abhängige Unternehmen ist eine AG oder KGaA (nach überwiegender Meinung wird eine analoge Anwendung auf die GmbH abgelehnt) und das herrschende Unternehmen besitzt die Möglichkeit, Einfluss auf das abhängige Unternehmen zu nehmen. Grundlage für die Einflussnahme des herrschenden Unternehmens bildet dabei grundsätzlich eine Mehrheitsbeteiligung, das bedeutet die Kapital- und/oder Stimmenmehrheit. Wird dieser faktische Konzerneinfluss dazu ausgenutzt, dass die Tochtergesellschaft durch ihre Muttergesellschaft dazu veranlasst wird, nachteilige (also verlustbringende) Rechtsgeschäfte einzugehen, so muss die Muttergesellschaft diesen Schaden noch im selben Geschäftsjahr ausgleichen (§ 317 AktG).

### Eingliederung
Wird eine Gesellschaft in einen Konzern eingegliedert, so hat das herrschende Unternehmen den Gläubigern des eingegliederten Unternehmens für ihre vor Eingliederung begründeten Forderungen Sicherheit zu leisten, wenn die Gläubiger vom eingegliederten Unternehmen keine Befriedigung mehr erlangen können (§ 321 AktG). Darüber hinaus haftet die herrschende Gesellschaft für alle übrigen Verbindlichkeiten der eingegliederten Gesellschaft gegenüber deren Gläubigern als Gesamtschuldner (§ 322 Abs. 1 AktG).

## Die Haftung im GmbH-Konzern
Das GmbH-Gesetz sieht – anders als das oben beschriebene AktG – keine spezifischen Konzernhaftungsregeln vor. Die verstärkte Gründung reiner GmbH-Konzerne ab den 70er Jahren und nachfolgende GmbH-Insolvenzen haben zu einer kasuistischen Rechtsprechung des Bundesgerichtshofs (BGH) geführt, welche die Gesetzeslücken sukzessive geschlossen hat. So werden die Haftungsfolgen im GmbH-Konzern aus den Vorgaben der BGH-Rechtsprechung abgeleitet. Die Konzernhaftung im GmbH-Konzern wurde in erster Linie zum Schutz von Gläubigern und Minderheitsgesellschaftern der beherrschten GmbH entwickelt. Seit 1985 haben einige aufsehenerregende Urteile des BGH die bestehende Rechtsunsicherheit teilweise beseitigt. Beginnend mit der "Autokran"-Entscheidung sprach der BGH den Gläubigern einer GmbH einen aktienrechtlichen Schadensersatzanspruch aus den § 302, § 322 Abs. 1 und Abs. 3 AktG zu. Diese ständige Rechtsprechung hat der BGH bis zum "Bremer-Vulkan"-Urteil aufrechterhalten und fortentwickelt.
Im Jahre 2007 änderte dann der BGH seine Rechtsprechung zur Haftung eines GmbH-Gesellschafters wegen eines existenzvernichtenden Eingriffs. Das oberste Gericht hat hierin sein bisheriges Konzept einer eigenständigen Haftungsfigur der "Durchgriffs(außen)haftung" des Gesellschafters aufgegeben. Es wird fortan ersetzt durch die "Existenzvernichtungshaftung" des GmbH-Gesellschafters, die eine missbräuchliche Schädigung des – im Gläubigerinteresse zweckgebundenen – Gesellschaftsvermögens darstellt und als Unterfall der sittenwidrigen vorsätzlichen Schädigung (§ 826 BGB) klassifiziert wird. Gelingt dieser Nachweis nicht, ist weiterhin immer noch eine gerichtliche Nachprüfung verbotener Auszahlungen im Sinne der § 30, § 31 GmbHG möglich.

## Konzernhaftung von natürlichen Personen
Nach ständiger Rechtsprechung des BGH spielt die Rechtsform bei der Anwendung konzernrechtlicher Haftungsregeln keine Rolle, wenn eine juristische Person oder eine natürliche Person neben ihrer beherrschenden Stellung entweder selbst ein weiteres Unternehmen betreibt oder einen maßgeblichen Anteil hieran besitzt. Unter dieser Voraussetzung haftet auch eine natürliche Person für die Verbindlichkeiten ihrer abhängigen Gesellschaften im Rahmen der oben beschriebenen "Existenzvernichtungshaftung", weil sie den konzernrechtlichen Unternehmensbegriff erfüllt.